# Jardí de Can Rogent
El Jardí de Can Rogent és una obra amb elements neoclàssics i romàntics de Collbató (Baix Llobregat) protegida com a Bé Cultural d'Interès Local.

## Descripció
El jardí està situat al centre del poble entre els carrers Amadeu Vives, Sant Antoni i Bonavista. Es tracta, doncs, d'una gran taca verda (2,5 ha) al centre de la població formada a partir de finals del segle xix. Fou dissenyat responent a l'estil de jardí romàntic o italià, amb escales d'obra per guanyar els desnivells, arbres i arbustos ben retallats, pèrgoles, etc. Abunden les agrupacions de boixos i xiprers amb zones de bosc incorporades.